# بادیا پاوزه
بادیا پاوزه (به ایتالیایی: Badia Pavese) یک کومونه در ایتالیا است که در استان پاویا واقع شده‌است.

## خصوصیات
بادیا پاوزه ۵٫۰ کیلومترمربع مساحت و ۴۳۵ نفر جمعیت دارد.